# The Tokyo Recital
The Tokyo Recital – koncertowy album muzyczny amerykańskiego pianisty jazzowego Tommy’ego Flanagana zarejestrowany w Tokio w Japonii 15 lutego 1975. 
Podczas tego występu pianista razem z towarzyszącą mu sekcją wykonał utwory skomponowane przez Duke'a Ellingtona i Billy'ego Strayhorna. LP został wydany w 1975 przez wytwórnię Pablo. Później ukazywały się reedycje na CD (w 2001 Victor Japan wydał limitowaną edycję: mini LP w kartonowej okładce będącej kopią okładki LP).

## Muzycy
- Tommy Flanagan – fortepian
- Keter Betts – kontrabas
- Bobby Durham – perkusja

## Lista utworów
Strona A
| 1. | "All Day Long" (Billy Strayhorn)                          | 5:12  |
|    |                                                           |       |
| 2. | "U.M.M.G. (Upper Manhattan Medical Group)" (Strayhorn)    | 4:42  |
|    |                                                           |       |
| 3. | "Something to Live For" (Duke Ellington, Billy Strayhorn) | 5:50  |
|    |                                                           |       |
| 4. | "Main Stem" (Duke Ellington)                              | 4:44  |
|    |                                                           |       |
| 5. | "Day Dream" (Duke Ellington, Billy Strayhorn)             | 2:38  |
|    |                                                           |       |
|    |                                                           | 23:06 |
|    |                                                           |       |
Strona B
| 6. | "The Intimacy of the Blues" (Billy Strayhorn)                           | 3:58  |
|    |                                                                         |       |
| 7. | "Caravan" (muz. Juan Tizol, Duke Ellington; sł. Irving Mills).......... | 4:00  |
|    |                                                                         |       |
| 8. | "Chelsea Bridge" (Billy Strayhorn)                                      | 4:44  |
|    |                                                                         |       |
| 9. | "Take the "A" Train" (Billy Strayhorn)                                  | 3:57  |
|    |                                                                         |       |
|    |                                                                         | 16:39 |
|    |                                                                         |       |

## Informacje uzupełniające
- Produkcja, zdjęcia – Norman Granz
- Mastering – Phil De Lancie (Fantasy Studios, Berkeley, Kalifornia, 1992)
- Tekst książeczki przy płycie – Benny Green, Norman Granz